# Haiyore! Nyaruko-san
Haiyore! Nyaruko-san (這いよれ! ニャル子さん?) es una serie de novelas ligeras japonesas escritas por Manta Aisora con ilustraciones de Koin. Se inspira en los Mitos de Cthulhu de H. P. Lovecraft. 
Fueron publicados doce volúmenes de la serie por
Soft Bank Creative bajo su imprenta GA Bunko entre abril de 2009 y marzo de 2014. 
Se emitió una OVA en Animación Flash creada por DLE titulada Haiyoru! Nyaruani entre octubre de 2009 y marzo de 2010. 
En Japón se emitió una serie de televisión en flash creada por DLE, Haiyoru! Nyaruani: Remember My Mr. Lovecraft (Lit. Haiyoru! Nyaruani: Recuerde mi señor Lovecraft), entre diciembre de 2010 y febrero de 2011.
Comenzó a transmitirse una serie de televisión anime a cargo del estudio XEBEC el 9 de abril de 2012 y finalizó el 25 de junio de 2012 y una segunda temporada llamada Haiyore! Nyaruko-san W empezó a transmitirse el 7 de abril de 2013 a través de Tokyo MX. 
Se han producidos dos adaptaciones al manga. También existe una adaptación a un videojuego, desarrollado por 5pb para PlayStation Vita lanzado en Japón el 30 de mayo de 2013.

## Argumento
La historia se centra en Nyaruko (Nyarlathotep), una deidad del caos sin forma de los Mitos de Cthulhu, que puede tomar la forma de una chica de cabello plateado aparentemente normal. 
Por otra parte está Mahiro Yasaka, un chico normal de secundaria que una noche está siendo perseguido por un temible alienígena negro hasta que Nyaruko lo salva. Ella explica que las criaturas de las obras de H. P. Lovecraft son realmente razas de alienígenas, y que ha sido enviada a la Tierra para protegerlo de ser secuestrado por un traficante de alienígenas. Finalmente, Nyaruko y otras dos criaturas del mundo Lovecraft, Cthugha (Kuuko) y Hastura (Hastur), terminan viviendo en casa de Mahiro aprovechando de su hospitalidad y asistiendo a su misma escuela.

### Parodia
Este anime es un caos total, puede contener todos los géneros posibles como el ecchi, el yuri y el yaoi en un mismo episodio y tratar de Historia, comedia, romance, naves espaciales, fantasmas y hasta abducciones en otro. La característica del personaje principal (y un poco de los demás, pero no siempre) es que se hace cameos de personajes de otras series de televisión, de anime, personajes históricos y celebridades de la televisión de Japón como del mundo. Predomina mucho la parodia, usando las frases mencionadas en otros programas y situaciones similares, tanto así que sólo se usan diálogos originales para unir la historia en cada episodio y que al final tenga algo de sentido.

## Personajes

### Humanos
- Mahiro Yasaka (八坂 真尋 Yasaka Mahiro?)

Seiyū: Eri Kitamura (Anime)
El Protagonista Principal, Es un chico humano, que sin querer se encuentra bajo la protección de Nyaruko. Él tiende a atacar a los aliens con tenedores cuando lo hacen enojar o lo sacan de sus casillas (comúnmente Nyaruko). Su forma de atacar es tan rápida que ningún alien ha sido capaz de esquivarlo todavía. Al principio, le caían mal los aliens y quería echarlos, pero a medida que avanza la historia empieza a ser más tolerante con ellos. Su personalidad comúnmente es serio, poco sociable, cascarrabias, pero sobre todo gruñón, aparte de su mal carácter, Mahiro es una persona leal, es honesto, bondadoso y demasiado piadoso, tanto que en el capítulo 6, cuando Kuu-ko le rogó que fingiera ser su novio para que su prima Kuu-nee no la forzara a casarse con ella en una relación Yuri. Se siente atraído por Nyaruko (en su forma humana), pero rechaza sus acercamientos amorosos, ya que cree que nada bueno saldría de esa relación, aunque al final decide confesarse comenzando una relación con ella.
- Yoriko Yasaka (八坂 頼子 Yasaka Yoriko?)

Seiyū: Kikuko Inoue (CD Drama), Aya Hisakawa (Anime)
Es la madre de Mahiro, una cazadora de monstruos que comenzó su carrera en la universidad. Tiene una apariencia joven, que hace que sea difícil de creer que ella tiene un hijo que asiste a la secundaria. Ella le oculta a Mahiro su verdadero trabajo durante la trama hasta que vuelve a casa. Es amigable con los extraterrestres, aceptando que Nyaruko, Kuuko, y Hasuta vivan en su casa. Está obsesionada con los videojuegos, cuando regresa a su casa luego de una cacería de monstruos, siempre compra consolas de videojuegos. Además tiende a ser extremadamente cariñosa con su hijo.
- Takehiko Yoichi (余市 健彦 Yoichi Takehiko?)

Seiyū: Wataru Hatano (Anime)
El representante de la clase de Mahiro, Nyaruko, Kuuko, y Hasuta. Es amigo de Mahiro, a menudo le da consejos en la escuela.
- Tamao Kurei (暮井 珠緒 Kurei Tamao?)

Seiyū: Yuka Ōtsubo (Anime)
Compañera de clases de Mahiro, Nyaruko, Kuuko y Hasuta. Muy habladora, le gusta recoger y difundir rumores entre la clase. Se convirtió en una amiga cercana de Nyaruko y con frecuencia le da consejos sólo para apoyar a Nyaruko en su relación, a pesar que tiene sentimientos hacia Mahiro, pero siente que no podría competir contra ella.

### Extraterrestres

#### Aliados
- Nyarlathotep (ニャルラトホテプ Nyaruratohotepu?) / Nyaruko (ニャル子 Nyaruko o Nyarko?)

Seiyū: Kana Asumi
Es una Nyarlathotepan (habitante del planeta Nyarlathotep) que es enviada por la Agencia Espacial de Defensa a la Tierra para proteger a Mahiro Yasaka y termina enamorándose de él. Ella tiene la forma humana de una chica con una larga cabellera plateada y ojos verdes. Siempre es amable con Mahiro, ansiosa por perseguirlo e incluso hacer cosas completamente ridículas o pervertidas para llamar su atención como inventar historias o fantasías de contenido ecchi, pero a menudo muestra hábitos brutales y abusivos en batalla, muy típicos de los aliens, además de que se muestra extremadamente celosa cuando otra persona coquetea con Mahiro (como se puede ver en los episodios 5 y 6 de la segunda temporada). Una de sus cualidades es que está obsesionada con la cultura otaku y la defiende, ya que según ella, también fue mandada para proteger el entretenimiento de la tierra comúnmente anime, manga y Eroges porque son únicos en el universo. Es además buena cocinera, pero Mahiro le reprocha en muchas ocasiones que use ingredientes alienígenas.
- Cthugha (クトゥグア Kutugua ?) / Kūko (クー子 kuko o Cthuko?)

Seiyū: Miyu Matsuki
Es una Cthughan (habitante del planeta Cthugha). Tomó la forma de una chica delgada de pelo rosa-fucsia y personalidad introvertida, poco expresiva y un poco seria, pero es muy efusiva cuando quiere demostrar sus sentimientos hacia Nyaruko, sin embargo, según avanza la serie, se hace un poco más extrovertida. Está enamorada de Nyaruko y al igual que ella, Kuuko también hace actos pervertidos o extremadamente dramáticos para llamar su atención, a pesar de que su raza es archienemiga de la raza Nyarlathotep. Kuuko oculta sus sentimientos por Nyaruko de su familia, ya que el amor entre un Nyarlathotep y un Cthugha se considera una vergüenza para la familia entre los Cthughans. Por ello, en uno de los episodios tuvo que mentir a su prima diciendo que Mahiro era su novio y que le gustaba vivir en su casa. Desde ese mismo momento empezó a desarrollar sentimientos hacia él diciendo que prefiere formar una familia con Nyarlathotep y Mahiro. Ella está obsesionada con la cultura gamer.
- Hastur (ハスター Hasutā?) / Hasutā (ハス太 Hasuta?)

Seiyū: Rie Kugimiya
Es un Hasturan (habitante del planeta Hastur). Fue compañero de escuela en la escuela primaria espacial de Nyaruko y Kuuko. Él es el hijo del dueño de la CCE (parodia de Sony Computer Entertainment) una famosa compañía de videojuegos en el espacio. Fue enviado a la tierra para obtener información sobre el entretenimiento terrícola de Yoriko, pero no pudo concretar su misión y decidió quedarse en la Tierra, más tarde fue contratado como agente de la Agencia Espacial de Defensa siendo así colega de Nyaruko y Kuuko. Se siente extrañamente atraído por Mahiro. También parece ser obediente y tímido. Durante la primera temporada se destacó por ser el único alienígena en la casa de Mahiro al cual no había atacado con su tenedor, pero este hecho cambió en la segunda temporada, cuando, viéndose influenciado (aún más) por el comportamiento alocado de Kuuko y Nyaruko, Mahiro acabó usando su arma contra los tres.
- Luhy Distone (ルーヒー・ジストーン Rūhī Jisutōn?)

Seiyū: Mariko Kouda
Es una Cthulhi (también conocido como la semilla estelar de Cthulhu) que estaba trabajando en la empresa de Cthulhu, una compañía espacial que produce videojuegos que rivaliza con el de la CCE. Al igual que Hasuta, trató de obtener información de Yoriko sobre el entretenimiento terrícola, mientras se prepara para mostrar la nueva plataforma de videojuegos desarrollada. La plataforma de videojuegos resulta ser un desastre, y es destruido por Kuuko. Luhy decidió entonces dejar a Cthulhu y convertirse en un vendedora de Takoyaki.
- Shantak-kun (シャンタッ君 Shantak kun?)

Seiyū: Tomoko Kaneda (Drama CD), Satomi Arai (Anime)
Es la mascota de Nyaruko. Es un Shantak hembra (monstruo de los mitos de Cthulhu, un pájaro con cabeza de caballo y las alas de murciélago). Tiene muchas formas diferentes, incluyendo tamaño y altura, por ejemplo, tan grande como varios pisos de un edificio o pequeño como un perro. También se puede convertir en diferentes vehículos. De acuerdo con Nyaruko, los huevos que ponen los Shantaks son el alimento más precioso y caro del Espacio, aunque Mahiro nunca acepta comerlos de todos modos. Al contrario de lo que muchos pensaban, Shantak-kun es realmente una chica. Esto fue demostrado en el capítulo 8 de la segunda temporada, cuando le dice a Kuuko que quiere serle útil a Mahiro, y este le da una especie de dulces que lo transforman en una niña de cabello azul (tal y como sale en el opening).
- Atko (アト子 Atoko?)

Seiyū: Azusa Kataoka
Sólo aparece en la 1ª temporada del anime, pero es mencionada por Nyaruko en la novela ligera. Su diseño de personajes se asemeja a Hatsune Hirasaka de la novela visual Atlach-Nacha. Su propiedad contrasta con su perversidad. Tiene un resentimiento contra Yoriko.
- Ghutatan  ( グタタン   Gutatan?)

Seiyū: Shiori Mikami
Ghutatan llega a la Tierra desde el planeta Ghatanothoa para que Mahiro cuide de ella como si fuera su niñera. Ella es un poco infantil para ser extraterrestre, como se ve en el episodio 11 cuando el trío Nyarlathotepan persigue a Mahiro. Ella tiene un mayordomo llamado Roy Fooger el Lloigor. En el episodio 12 se reveló que Lloigor ha estado utilizando a Mahiro para poder llevarse toda la Tierra de adultos juegos al espacio, como Ghutatan ha completado su propósito en la Tierra, después que derrotan a Lloigor, Mahiro y el trío Nyarlathotepan dicen adiós a Ghutatan cuando parte hacia Ghatanothoa. Sólo aparece en el anime del 2012.
- Kūne  ( クー音   Kūne?)

Seiyū: Ryōka Yuzuki
Es una Cthugan y la prima de Kuko (es la hija del tío de Kuko en HR). Su apariencia se asemeja a Kuko, a pesar de ser más alta y tener mejor figura corporal. Su personalidad es descrita por Mahiro como vulgar (aunque más expresiva y extrovertida que su prima kuko). Ella se presenta como un miembro de la Fuerza de Defensa Galáctica encargada de supervisar el trabajo de su prima, mientras que su verdadera intención es comprar productos otaku y entregas de videojuegos (ya que en uno de los episodios ella desapareció por hacer fila por el estreno de una saga de videojuegos famosa, mientras nuestros protagonistas la buscaban).  Ella tiene sentimientos amorosos hacia Kuko, ella trata a Kuko similar a cómo Kuko trata a Nyaruko. Para poner fin a su persecución, Kuko mintió diciendo que estaba enamorada de Mahiro y que ya están comprometidos, lo que la puso de piedra. Ella menosprecia a Mahiro porque no es tan poderoso como los extraterrestres, es hostil frente Nyaruko ya que son archienemigos. Ella también es amiga de Luhy Distone.

#### Antagonistas
- Nodens (ノーデンス Nōdensu?)

Seiyū: Bin Shimada
Un contrabandista espacial. Intentó secuestrar a Mahiro, al que planeaba usar para protagonizar un film de romance Yaoi. Él envía "nightgaunts" para atacar a Mahiro mientras tenía contratada a Kuuko como guardaespaldas. Después de ser derrotado revela su verdadero plan y Mahiro ordena a Nyaruko que lo destruya.
- Nyaruo (ニャル夫 Nyaruo?)

Seiyū: Takeshi Kusao
El hermano mayor de Nyaruko. Él tiene un gran odio y celos hacia Nyaruko desde que se graduó de una de las mejores universidades en el Espacio, mientras que él se retiró de una universidad de tercera clase. Para vengarse, él llegó a la Tierra y mató a los dioses en Dreamland. Él es derrotado por Nyaruko con Shantak-kun en su forma de motocicleta, en la novela fue atropellado varias veces en Dreamland y posteriormente detenido por la Agencia Espacial de Defensa, en el anime es golpeado en la pierna, a causa de esto sale despedido por los aires. Nyaruko lo menosprecia llamándolo "Nyarlathotep salvaje".
- Lloigor  ( ロイガー   Roigā?)

Seiyū: Joji Nakata
Mayordomo de Ghutatan que toma el alias de Roy Fogger. Él llegó a la Tierra para cuidar a Ghutatan, pero más tarde se reveló que él fue el quien hirió a Ghutatan por luchar contra Nyaruko y los monstruos. También se revela que bloquea la comunicación entre Mahiro y Ghutatan, como se ve en el episodio 11 de la primera temporada. Luego resultó ser un monstruo maligno. Quería llevarse todo el entretenimiento de la Tierra, incluyendo el Eroge, pero no tuvo éxito y fue derrotado por Nyaruko. Lloigor también aparece como antagonista en elvolumen 5 de la novela ligera, esta vez en equipo con Zhar para atacar la gran biblioteca de Celaeno.

## Multimedia

### Novela ligera
Haiyore! Nyaruko-san comenzó como una novela ligera escrita por Manta Aisora con ilustraciones de Koin. El primer volumen fue publicado el 15 de abril de 2009 por Soft Creative Bank bajo la revista GA Bunko; En total se han publicado doce volúmenes entre el 15 de abril de 2011 y el 17 de marzo de 2014.

### Animaciones en Flash
Tiene una OVA hecha en animación flash titulado Haiyoru! Nyaruani (這いよる! ニャルアニ) producido por DLE y dirigida por Azuma Tani. El primer episodio fue transmitido el 23 de octubre de 2009. Los otros episodios fueron editados el 19 de diciembre de 2010 en DVD como parte de GA Magazine vol 3. Los 9 episodios fueron publicados el 15 de marzo de 2010 como parte de Haiyore! Nyaruko-san 4: Special Box (這いよれニャル子さん4スペシャルボックス!, ISBN 978-4-7973-5782-0). Los primeros 8 episodios son de 1 a 2 minutos de duración, mientras que el último episodio es de unos 6 minutos. 
Otra animación de la serie titulada Haiyoru! Nyaruani: Recuerde mi señor Lovecraft (這いよる! ニャルアニ リメンバー·マイ·ラブ(クラフト先生) Hayoru Nyaruani: Rimenbā Mai Rabu (kurafuto-sensei)), también producido por DLE y dirigido por Azuma Tani, emitidos 11 episodios en la televisión entre el 10 de diciembre de 2010 y el 25 de febrero de 2011. Cada episodio es de aproximadamente cuatro minutos de duración, mientras que la primera mitad con el contenido principal se representa en Flash y la segunda parte con el final es anime. El duodécimo episodio fue lanzado como una animación de vídeo original donde se incluye Haiyoru! Nyaruani 1 y 2 Perfect Box, una compilación en DVD que contiene ambas series de anime flash.

### Anime
Cuenta con una serie de anime dividida en 2 temporadas, llamadas Haiyore! Nyaruko-san: El Caos Reptante estrenados entre el 9 de abril y 25 de junio del 2012 y Haiyore! Nyaruko-san W: Reptando con Amor estrenada entre el 7 de abril y el 23 de junio de 2013, ambas son producidas por Xebec y transmitidos en sumulcast por Crunchyroll. La novedad que incluye la segunda temporada es un nuevo personaje llamado Kune.
Contiene tres OVAS, la primera llamada "Una forma fácil de matar a los enemigos" (やさしい敵の仕留め方 Yasashii Teki no Shitome-kata?) disponible entre los volúmenes de BD/DVD de la primera temporada, la segunda llamada Haiyore! Nyaruko-san W OVA “El caos del amor en estas aguas termales” (この温泉に恋の渾沌を Kono Onsen ni Koi no Konton o) y la tercera OVA salió al aire el 19 de junio de 2015 bajo el título de Haiyore! Nyaruko-san F.

### Música
El tema de cierre de Haiyoru! Nyaruani es "Suki Suki Daisuki." (好き,好き,大好き.) por Kana Asumi.
El tema de cierre de Haiyoru! Nyaruani: Recuerde mi señor Lovecraft es "Koisuru Otome no Catarsis" (恋する乙女のカタルシス) por el LISP, un grupo compuesto por Kana Asumi, Azusa Kataoka y Hara Sayuri.

### Manga
Se hicieron dos adaptaciones al manga tituladas: Haiyore! Nyaruko-san ilustrados por Kei Okazaki serializados en Miracle Jump Magazine de Shueisha el 6 de mayo de 2011. Un manga Yonkoma titulado   Haiyore! Super Nyaruko-chan Time  ((這いよれ！スーパーニャル子ちゃんタイム?) ilustrado por Soichiro Hoshino comenzó a serializarse en Flex Comix Blood el 5 de octubre de 2011.

### Videojuegos
Un videojuego para PS Vita basado en las novelas fue confirmado para el 30 de mayo de 2013 en Japón llamado Haiyore! Nyaruko-san Meijōshigatai Game no Yōna Mono (這いよれ! ニャル子さん 名状しがたいゲームのようなもの), el argumento del juego está basado en la primera temporada de la serie de anime, con algo de contenido adicional, y el jugador tendrá el rol de Mahiro, el personaje masculino principal.
La web oficial del anime de Haiyore! Nyaruko-san ha anunciado que la franquicia tendrá un juego social para móviles del sistema iOS y Android titulado Haiyore! Nyaruko-san The Chaos. El juego salió a finales del 2012 a cargo de la empresa Sorayume. El precio del juego es gratis y permitirá conectarse y jugar con los amigos de la red social.